# Blanca Martín Delgado
Blanca Martín Delgado (Plasencia, 2 de marzo de 1976) es una politóloga y política española, presidenta de la Asamblea de Extremadura desde 2015 y presidenta del PSOE de Extremadura desde 2021.

## Biografía
Nacida en Plasencia, estudió en el Instituto Gabriel y Galán. Es licenciada en Ciencias Políticas por la Universidad Complutense de Madrid. Afiliada al PSOE desde los 21 años, con 24 años ya era miembro del Comisión Ejecutiva Provincial del PSOE en la provincia de Cáceres y vicesecretaria general del Comité Local en Plasencia. Fue elegida diputada por Cáceres en la Asamblea de Extremadura en las elecciones autonómicas de 2003, cargo que ocupa hasta 2007. En 2004 disputó la secretaría general del PSOE de Plasencia a la entonces alcaldesa Elia María Blanco Barbero, obteniendo 61 votos frente a 152. Tras las elecciones autonómicas de 2007 trabajó como asesora del presidente de la Junta de Extremadura Guillermo Fernández Vara, siendo jefa de su gabinete en 2011. En las elecciones autonómicas de 2015 ocupó el cuarto puesto de la lista del PSOE por Cáceres, siendo elegida diputada y propuesta como presidenta de la Asamblea de Extremadura, cargo en el que toma posesión el 23 de junio de 2015, y que revalidó en 2019 y en 2023.Pese a que la suma PSOE y Unidas por Extremadura no tenía absoluta en la Asamblea de Extremadura, revalidó su cargo después de que PP y VOX no llegaran a un acuerdo. 

## Cargos desempeñados
- Diputada por Cáceres en la Asamblea de Extremadura (2003-2007).
- Secretaria de Relaciones Institucionales del PSOE de Cáceres (desde 2012)
- Diputada por Cáceres en la Asamblea de Extremadura (desde 2015).
- Presidenta de la Asamblea de Extremadura (desde 2015).
- Presidenta del PSOE de Extremadura (desde 2021).